# Winner Is a Winner
Winner Is a Winner è un singolo del gruppo musicale italiano Boomdabash, pubblicato nel 2008 come primo estratto dal primo album in studio Uno.

## Tracce

### Download digitale[1]
1. Winner Is a Winner (Wanted) – 3:20
2. Wanted Riddim (Wanted) – 3:18

### 7''[2]
1. Winner is a Winner (A.Bogoli, Pagano, M.Guerricchio, T.Manichelli)
2. Version (M.Guerricchio)